# Liste der denkmalgeschützten Objekte in Eben am Achensee
Die Liste der denkmalgeschützten Objekte in Eben am Achensee enthält die 12 denkmalgeschützten, unbeweglichen Objekte der Tiroler Gemeinde Eben am Achensee.

## Denkmäler
| Foto |                 | Denkmal | Standort                                     | Beschreibung | Metadaten |
| ---- | --------------- | --- | -------------------------------------------- | --- | --- |
| ja   | Datei hochladen | Mesnerhaus HERIS-ID: 93408 Objekt-ID: 108426 TKK: 14027                                                              | Ebener Straße 94 Standort KG: Eben           | Der quergeteilte, zweigeschoßige Einhof wurde 1474 als Priesterhaus neben der Notburgakirche errichtet und 1700 barock umgebaut. Der Wohnteil in der östlichen Gebäudehälfte weist ein gemauertes Erdgeschoß und ein in Kantblockbauweise gezimmertes Obergeschoß auf und ist giebelseitig mit einem Mittelflurgrundriss erschlossen. An der Giebelfassade befinden sich ein Obergeschoß- und ein Giebelsöller mit seitlicher Bretterschalung. Nach Westen schließt sich der Wirtschaftsteil an. | BDA-Hist.: Q37762145 Status: § 2a Stand der BDA-Liste: 2025-06-30 Name: Mesnerhaus GstNr.: .4                                                                                    |
| ja   | Datei hochladen | Widum und Notburgamuseum HERIS-ID: 93404 Objekt-ID: 108422 TKK: 14026                                                | Ebener Straße 98 Standort KG: Eben           | Der zweigeschoßige spätbarocke Mauerbau von 1739–1743 mit Walmdach und Blendgiebel integriert einen kleineren Vorgängerbau von 1699–1710 mit zwei kreuzgratgewölbten Räumen und unterirdischem Brunnen im Keller. An der Eingangsseite befindet sich ein barockes Rundbogenportal zum Mittelflur, die Fassaden sind durch eine gemalte Faschengliederung an den Gebäudekanten und Maueröffnungen gestaltet. Im Inneren haben sich Stuckdecken erhalten. Nach einer Renovierung wurde das Gebäude 2004 als Notburgamuseum eröffnet.                                                                                              | BDA-Hist.: Q2001943 Status: § 2a Stand der BDA-Liste: 2025-06-30 Name: Widum und Notburgamuseum GstNr.: .1 Notburga-Museum                                                       |
| ja   | Datei hochladen | Kath. Pfarr- und Wallfahrtskirche hl. Notburga HERIS-ID: 55758 Objekt-ID: 64591 TKK: 16517                           | neben Ebener Straße 102 Standort KG: Eben    | Die Pfarr- und Wallfahrtskirche steht südöstlich außerhalb des Ortes hoch über dem Inntal. Die Mauern des Chors sowie der Turm mit hohem Spitzhelm stammen noch vom Bau der Jahre 1510 bis 1515. Das dreijochige Langhaus mit geschweiftem Westgiebel entstand von 1736 bis 1738; zur gleichen Zeit wurde auch der Chor umgestaltet. Der um 1740 geschaffene Hochaltar enthält einen Glasschrein mit dem stehenden Skelett der heiligen Notburga. | BDA-Hist.: Q38067734 Status: § 2a Stand der BDA-Liste: 2025-06-30 Name: Kath. Pfarr- und Wallfahrtskirche hl. Notburga GstNr.: .2 Pfarrkirche Eben am Achensee                   |
| ja   | Datei hochladen | Stationsgebäude und Toilettenhäuschen Eben HERIS-ID: 205474 TKK: 142383seit 2022                                     | Ebener Straße 103 Standort KG: Eben          | Das Stationsgebäude der 1889 eröffneten Achenseebahn ist ein eingeschoßiges Gebäude mit Satteldach und verputzter Fassade über einem Natursteinsockel. Die segmentbogenförmigen Überlager der Eingangstür und der Fenster sind mit dekorativem Keilstein-Putzdekor versehen. An der südwestlichen Längsseite ist eine geschlossene Holzveranda angebaut. An der Schmalseite befindet sich ein original erhaltenes hölzernes Toilettengebäude mit vier getrennten Toilettenkabinen mit Füllungstüren und Oberlichten mit offenem Holzgitter.                                                                                     | BDA-Hist.: Q108315461 Status: Bescheid Stand der BDA-Liste: 2025-06-30 Name: Stationsgebäude und Toilettenhäuschen Eben GstNr.: .133, 1391/1                                     |
| ja   | Datei hochladen | Pfandler- oder Heiligkreuzkapelle HERIS-ID: 94068 Objekt-ID: 109194 TKK: 13944                                       | gegenüber Kirchstraße 2 Standort KG: Eben    | Die Kapelle wurde 1804 durch einen Brauereibesitzer aus Jenbach erbaut und wird heute als protestantisches Gotteshaus genutzt. Der gemauerte Bau mit fünfseitigem Chorschluss hat ein steiles schindelgedecktes Satteldach mit hölzernem Dachreiter. Nordseitig wurde 1849 eine Sakristei angebaut. Die Kapelle ist von Westen über ein Rundbogenportal erschlossen, darüber befindet sich ein barock ausschwingendes Fenster. Die Fassaden sind an den Gebäudekanten und Maueröffnungen durch zarte Putzgliederung strukturiert. Das stichkappengewölbte Innere ist mit Pilastern gegliedert und mit einfachem Stuck verziert. | BDA-Hist.: Q37763430 Status: § 2a Stand der BDA-Liste: 2025-06-30 Name: Pfandler- oder Heiligkreuzkapelle GstNr.: .89 Heiligkreuzkapelle Pertisau                                |
| ja   | Datei hochladen | Kath. Pfarrkirche Krönung Mariae HERIS-ID: 59775 Objekt-ID: 71350 TKK: 14041                                         | Kirchstraße 20 Standort KG: Eben             | Die Pfarrkirche zur hl. Dreifaltigkeit in Pertisau wurde 1966–1968 nach Plänen von Clemens Holzmeister erbaut. | BDA-Hist.: Q24289600 Status: § 2a Stand der BDA-Liste: 2025-06-30 Name: Kath. Pfarrkirche Krönung Mariae GstNr.: 785/2 Pfarrkirche Pertisau                                      |
| ja   | Datei hochladen | Ehem. Hotel Alpenhof mit Mazagg-Zubau und Teilen des Inventars HERIS-ID: 92661 Objekt-ID: 107605 TKK: 14039seit 2012 | Seepromenade 10 Standort KG: Eben            | Das seit den 1960er Jahren leerstehende Hotel wurde 1899 errichtet und 1929 nach Plänen von Siegfried Mazagg umgebaut. | BDA-Hist.: Q37760444 Status: Bescheid Stand der BDA-Liste: 2025-06-30 Name: Ehem. Hotel Alpenhof mit Mazagg-Zubau und Teilen des Inventars GstNr.: .151 Hotel Alpenhof, Pertisau |
| ja   | Datei hochladen | Prälatenhaus, Sommersitz der Äbte von Stift Fiecht HERIS-ID: 93856 Objekt-ID: 108947 TKK: 13943                      | Seeuferstraße 19 Standort KG: Eben           | Das dreigeschoßige Haus mit geschweiftem Giebel wurde 1782/83 vom Kloster Georgenberg-Fiecht als Sommersitz der Äbte erbaut. Die Fassade enthält Medaillons mit Darstellungen von Heiligen. | BDA-Hist.: Q37763023 Status: § 2a Stand der BDA-Liste: 2025-06-30 Name: Prälatenhaus, Sommersitz der Äbte von Stift Fiecht. GstNr.: .78                                          |
| ja   | Datei hochladen | Mauracher Kapelle HERIS-ID: 93644 Objekt-ID: 108704 TKK: 14042                                                       | gegenüber Rotkreuzstraße 8 Standort KG: Eben | Der einjochige Mauerbau mit dreiseitig schließendem Chor und schindelgedecktem Satteldach mit Dachreiter wurde in der zweiten Hälfte des 19. Jahrhunderts errichtet. Die Fassade ist durch Architekturmalerei an den Gebäudekanten und Maueröffnungen gegliedert. Im Innenraum finden sich an den Seitenwänden flächige Freskenbänder mit Darstellungen der Maria mit Kind und der hll. Rupert, Notburga und Cäcilia, die 1983/1984 von Harold Reitterer geschaffen wurden. | BDA-Hist.: Q37762695 Status: § 2a Stand der BDA-Liste: 2025-06-30 Name: Mauracher Kapelle GstNr.: .171                                                                           |
| ja   | Datei hochladen | Bildstock, Hechenberg Muttergottes HERIS-ID: 93957 Objekt-ID: 109081 TKK: 115578                                     | Standort KG: Eben                            | Der Bildstock wurde 1771 errichtet und 1779 geweiht und 1963 aufgrund des Straßenbaus an den heutigen Standort versetzt. In dem offenen Bretterkasten mit Satteldach befindet sich eine Holzskulptur der auf einer Wolkenbank thronenden gekrönten Maria mit stehendem Jesuskind. | BDA-Hist.: Q37763233 Status: § 2a Stand der BDA-Liste: 2025-06-30 Name: Bildstock, Hechenberg Muttergottes GstNr.: 202/3                                                         |
| ja   | Datei hochladen | Bildstock in Pertisau HERIS-ID: 93959 Objekt-ID: 109083 TKK: 13946                                                   | Standort KG: Eben                            | Der hölzerne Nischenbildstock mit flachem Satteldach und bogig geschlossener Nische wurde in der zweiten Hälfte des 19. Jahrhunderts errichtet. In der Nische befindet sich eine barocke Holzskulptur Christus als Schmerzensmann. Anmerkung: Standortangabe näherungsweise (im Umkreis von rd. 50 m). | BDA-Hist.: Q37763243 Status: § 2a Stand der BDA-Liste: 2025-06-30 Name: Bildstock in Pertisau GstNr.: 675/2                                                                      |
| ja   | Datei hochladen | Jenbach - Achenseebahn HERIS-ID: 205469seit 2022                                                                     | Standort KG: Eben, Jenbach, Wiesing          | Die Achenseebahn wurde 1889 eröffnet und zählt damit zu den ältesten noch bestehenden Zahnradbahnen. Sie ist die einzige noch in Betrieb befindliche Bergbahn mit Zahnrad- und Adhäsionsabschnitten in Österreich. Anmerkung: Liegt auch in den Gemeinden Jenbach und Wiesing, siehe jeweils dort. | BDA-Hist.: Q163504 Status: Bescheid Stand der BDA-Liste: 2025-06-30 Name: Jenbach - Achenseebahn GstNr.: .133, 1391/1, 1011, .222, .223, 1369/1 Achenseebahn                     |